# Willie Hall
Willie Clarence Hall (Memphis, 8 agosto 1950) è un batterista statunitense.

## Biografia
Allievo del batterista di Booker T. & the M.G.'s Al Jackson Jr., Hall suonò con The Bar-Kays e la band di Isaac Hayes, The Movement. Negli anni settanta collaborò con moltissimi artisti legati alla Stax Records, facendo parte soprattutto agli album Hot Buttered Soul (1969) e Theme from Shaft (1971) di Isaac Hayes, e a molti lavori del già citato Albert King.
Registrò un album con Booker T. & the M.G.'s (Universal Language del 1977) dopo l'assassinio di Al Jackson Jr. e più tardi, insieme a Steve Cropper e al bassista Donald Dunn (anch'essi membri della medesima band) si unì alla Blues Brothers Band, per poi recitare con loro nel film The Blues Brothers (1980) e nel seguito del 1998.
È il padre del rapper Gangsta Pat.